# Elezioni presidenziali in India del 2017
Le elezioni presidenziali in India del 2017 si sono tenute in India il 17 luglio 2017 con il conteggio effettuato il 20 luglio 2017, cinque giorni prima della scadenza del mandato del presidente in carica. L'attuale presidente è idoneo alla rielezione, in quanto non esistono limiti di durata in India.
 Il presidente eletto è stato Ram Nath Kovind.

## Procedura di elezione
Il presidente dell'India è eletto indirettamente da un collegio elettorale composto dai membri eletti di entrambe le camere del parlamento, dai membri eletti delle assemblee legislative dei 28 Stati e dai membri eletti delle assemblee legislative dei Territori dell'Unione di Delhi, Puducherry e Jammu e Kashmir. A partire dal 2017, il collegio elettorale comprende 776 deputati e 4.120 membri delle assemblee locali. Il sistema assegna un numero variabile di voti a questi membri del collegio elettorale, in modo tale che il peso totale dei parlamentari e dei rappresentanti locali sia approssimativamente uguale e che il potere di voto degli Stati e dei Territori sia proporzionale alla loro popolazione. Complessivamente i membri del collegio elettorale avevano diritto a esprimere 1.098.903 voti, ottenendo una soglia per una maggioranza di 549.452 voti.

## Candidati ufficiali
Ram Nath Kovind, governatore di Bihar, è stato annunciato come candidato della Bharatiya Janata Party (BJP) per il posto di presidente dell'India da Amith Shah presidente BJP, il 19 giugno 2017. Kovind è un leader del Dalit e un politico del BJP. Kovind ha presentato la candidatura per le elezioni il 23 giugno 2017.
Meira Kumar, ex presidente della Lok Sabha, è stata annunciata come candidata dell'opposizione dall'Indian National Congress (INC) per il posto di presidente dell'India, dopo una riunione del 22 giugno 2017.